# فاجعه ۲۰۰۸ کی۲

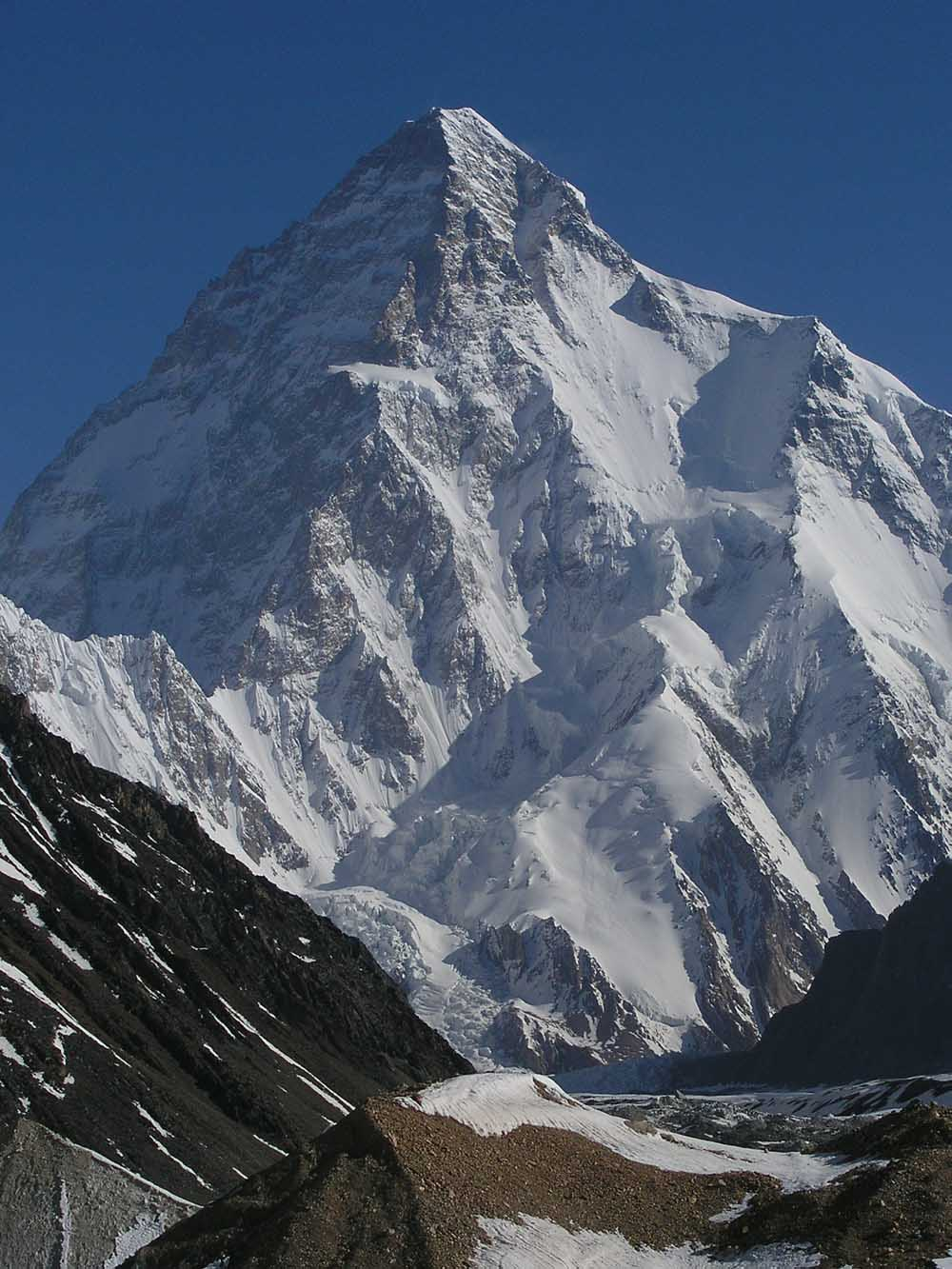
قله کی۲ در تابستان

فاجعه ۲۰۰۸ کی۲ به رخدادی در اول اوت ۲۰۰۸ اشاره دارد که طی آن ۱۱ کوهنورد از گروه‌های بین‌المللی طی صعود به کی۲ (دومین قله بلند دنیا) کشته شدند و سه کوهنورد دیگر نیز به‌طور جدی زخمی شدند. این مجموعه مرگ‌ها که طی صعود روز جمعه و بازگشت در روز شنبه رخ داد، بزرگ‌ترین حادثه طی یک صعود منفرد در تاریخ کی۲ بود. برخی از جزئیات حادثه همچنان مبهم باقی مانده‌است. ریزش بهمن یخی در محلی معروف به باتل‌نک به عنوان عامل اصلی حادثه گزارش شده‌است که باعث بریده‌شدن طناب‌های کوهنوردان شد؛ هرچند دو کوهنورد نیز در مسیر صعود پیش از بهمن کشته شدند. در میان کشته‌شدگان، افرادی از فرانسه، ایرلند، کره جنوبی، نپال، نروژ، پاکستان و صربستان حضور داشتند.